# Szerencsés Károly
Szerencsés Károly (Prága, 1960. március 13. –) magyar történész, író, egyetemi tanár, a történettudomány kandidátusa.

## Életpályája
Római katolikus vallású. Általános iskoláit cseh, orosz és magyar iskolákban végezte. A budapesti Kőrösi Csoma Sándor Gimnáziumban érettségizett 1979-ben. Az ELTE BTK történelem–orosz szakán szerzett tanári diplomát, itt ismerkedett meg Földesi Margittal, akivel 1983-ban összeházasodtak. A történelemtudomány kandidátusa (1996), habilitált egyetemi docens (2009). Munkahelye 1986 óta az Eötvös Loránd Tudományegyetem, 1991-től adjunktus, majd 1998-tól egyetemi docens. Hivatásának a kutatásokra épülő tanítást tekinti. 

## Munkássága
Az ELTE BTK Új- és Jelenkori Magyar Történeti tanszékének tanáraként évfolyam előadásokat, gyakorlati órákat, speciális kollégiumokat tart a XX. századi magyar történelem témáiban. Főbb kutatási területe a választójog, választások, parlamentarizmus, különös tekintettel az 1947-es kékcédulás választásokra és a politikai sorsfordulókra; a második világháború, majd az ezt követő politikai küzdelmek időszaka és a Kádár-korszak története és hatásai. Az ELTE BTK történeti doktori iskola alapítója és tanára. 2002-től a Terror Háza Múzeum létrehozásának történész szakértője, 2006-tól pedig az 1956-os forradalom és szabadságharc emlékmű pályázat bíráló bizottságának tagja.
A 26 év alatt számos diákja ért el kimagasló eredményt Magyarországon és nemzetközi színtéren egyaránt. Többen elismert képviselői a tudományos, pedagógus- és közéletnek. Az egyetemi oktatás mellett rendszeresen tart előadásokat különböző hazai és határon túli közösségek meghívására. Aktív publikációs tevékenységet folytat: 30 kötete, 14 könyvfejezet, 48 kötetben és 31 folyóiratban megjelent tanulmány és több mint százötven cikke jelent meg. Fontosnak tartja a tudományos ismeretterjesztést, ennek keretében főleg a publicisztikát és a televíziós, rádiós munkát.
2024 augusztus 1-től a Nemzeti Közszolgálati Egyetem Nemeskürty István Tanárképző Karán a Történelem és Társadalom Tanszék vezetője.
Rendszeresen publikál a Lyukasóra, a Magyar Hírlap, Rubicon lapok hasábjain.

## Publikációi

### Önálló kötetei
1. A nemzeti demokráciáért (Sulyok Dezső 1897-1997) Pápa, 1997. 352. p. ISBN 963 03 4239 1
2. Az ítélet: Halál! Magyar miniszterelnökök a bíróság előtt. Budapest, 2002. Kairosz Kiadó, 423. ISBN 9 789639 406612
3. A kékcédulás hadművelet (Választások Magyarországon 1947.) Budapest, 1992. IKVA Kiadó, 120 p. ISBN 963 7757 082
4. Magyarország története 1945-1975. Budapest, 1991-92.(4 kiadás) IKVA Kiadó, 166 p. ISBN 963 7757 35 X
5. A politikai fejlődés fő irányai a II. világháború után. Budapest, 1990-1992. (4 kiadás) IKVA Kiadó, 104 p. ISBN 963 7757 34 1
6. Tizenhárom életrajz. Budapest, 1991.Tankönyvkiadó, 66. p. ISBN 96318 3595 2
7. Szerencsés Károly – Földesi Margit: A rebellis tartomány. Budapest, 1998. Magyar Könyvklub – Helikon Kiadó, 104. p. ISBN 963 548 842 4
8. Szerencsés Károly – Földesi Margit: Halványkék választás. Magyarország 1947. Budapest, 2001. Kairosz Kiadó, 387. p. ISBN 963 9302 81 3
9. Szerencsés Károly – Földesi Margit: A megbélyegzés hatalma. Pfeiffer Zoltán 1900-1981. Kairosz Kiadó, 2003. 381. p. ISBN ISBN 963 9484 41 5
10. Rákosi Mátyás a Forgács utcában. Bizarr iratok. (Novellák, esszék) Kairosz Kiadó, 2003. 251. p. ISBN 963 9568 01 5
11. Szerencsés Károly – Simon István: Azok a kádári “szép” napok. Dokumentumok a hetvenes évek történetéből. Kairosz Kiadó, 2004. 327 p. ISBN 963 9568 75 9
12. Szerencsés Károly – Földesi Magit: A magyar forradalom és szabadságharc kalendáriuma. Nemzeti Tankönyvkiadó, 2006. 82 p. ISBN 963 195789 6
13. Ahogy rendeltetett. (Regény.) Vadló Kiadó. 2007. 310 p. ISBN 978 963 06 1850 2
14. Szerencsés Károly – Estók János: Híres nők a magyar történelemben. Kossuth Kiadó, 2007.  230 p. ISBN 978-963-09-5555-3
15. Magyarország '1938 egy amerikai szemével. Margaret Bourke-White fotói. Szerencsés Károly esszéivel. Strausz Péter jegyzeteivel. Szerk.: Kádár Lynn Katalin. L’Harmattan Kiadó, 2008. 108 p. ISBN 978 963 236 005 8
16. A nemzeti demokráciáért. Sulyok Dezső 1897-1965. Második, bővített kiadás. Pápa -Vadló Kiadó. 2009. 374 p. ISBN 978 963 9818 05 7
17. Eltékozolt évtized (A Kádári hetvenes évek). Kairosz Kiadó, 2010. 252 p. ISBN 978 963 662 435 4
18. Hungary 1938. Photographs by Margaret Bourke-White. Essays by Károly Szerencses. Editor: Katalin Kádár Lynn. East European Monographs, Boulder, Distributed by Columbia University Press, 2010. ISBN 978 0 88033 678 9
19. Keresztény közéleti személyiségek a XX. Században. Szerkesztette és részben írta: Szerencsés Károly és Földesi Margit. Kairosz Kiadó, 2011. 200 p. ISBN 9 789 636 623 623
20. Véna. Vér, irodalom, történelem. (Novellák, esszék). Vadló Kiadó, 2011. 345 p. ISBN 9 789638 939500
21. A feleségem könyve. Szerelem, ősök, történelem. Vadló Kiadó, 2013. 474 p. ISBN 9 789638 939517
22. Szerencsés Károly–Földesi Margit: Egy nemzet kétségek között. Kairosz Kiadó, 2015. 224. p. ISBN 9 789636 627393
23. Szerencsés Károly–Földesi Margit: A magyar forradalom és szabadságharc kalendáriuma. Második kiadás.  Oktatáskutató és  Fejlesztő Intézet, 2016. ISBN 978 963 19 5789 1
24. Mindenki tudja ország. Csodától csodáig. Kairosz Kiadó, 2017. 358. p. ISBN 9789636 629151
25. Szerencsés Károly–Földesi Margit: Két rendszerváltás Magyarországon 1945-49/1989-90. Antológia Kiadó, 2019. 190 p. ISBN 978 615 5862 20 5
26. Vár-e az Isten? Ölelés, Önvédelem, Történelem. Kairosz Kiadó, 2019. 411 p. ISBN 978-963-514-013-8
27. A tegnapi Víziváros. Kairosz Kiadó, 2019. 119 p. ISBN 978-963-514-028-2
28. Megrendülő világviszonyok. Lőtávolon kívül. Kairosz Kiadó, 2021. 379 p. ISBN 978-963-514-123-4
29. Magyarország világviharban. Halk párbaj az idővel. Kairosz Kiadó, 2022. 398. p. ISBN: 978-963-514-163-0
30. Versenyfutás az idővel. Kairosz kiadó, 2024. 368 p. ISBN: 978 963 514 214 9

### Tanulmányok folyóiratban
1. Az MSZMP Központi Bizottságának 1989. évi jegyzőkönyvei.  Levéltári Szemle 1995. 3. Sz. 88-97. p. ISSN 0457-6047
2. Szerencsés Károly–Simon István: Csehszlovákia megszűnése és a szociáldemokrácia. Valóság 1995. 4. Sz. 80-94. p. ISSN 0324-7228
3. Választójog Magyarországon 1919–1989. Jogállam 1993. 2. Sz. 102 – 116. p. ISSN 1216-8688
4. Szerencsés Károly–Földesi Margit: Levelek Londonba, anno 1947. Valóság 1997. 7 sz. 110-113. p.  ISSN 0324-7228
5. The limitations of Parliamentarism. (Inter-Party Conferences in Hungary 1945-1947)  Central European Political Science Review. 2002. 8. sz. ISSN 1586-4197
6. Petíciós per, 1947. Valóság 2004. 6. sz. 3-49. p. ISSN 0324-7228
7. Életfogytiglani emigráció. Rubicon, 2008. 1. sz. 12-23. p.
8. Hová tűnt a demokrácia? Magyarország gleichschaltolása, 1945-49. Rubicon, 2010. 2. sz.  5-19. P.
9. Szovjet megszállás. Rubicon, 2011. 5. Sz.
10. Szerencsés Károly–Földesi Margit: Wokol Powstania Wegierskiego ’56. In.: Biuletyn Institutu Pamiesi Narodowej, 2011. Nr.10.102-110. old.
11. Odaütünk! A Kovács Béla ügy. Rubicon, 2012. 3. szám. 30-34. old.
12. Ingadozás nélkül? Mozgások a magyar kommunista vezérkarban. 1945-1956. Rubicon, 2012. 8. szám. 34-42. old.
13. Volt-e esélye a demokráciára Magyarországnak 1945-ben? (Az Ideiglenes Nemzetgyűlés és Ideiglenes Nemzeti kormány létrejötte és lehetőségei. Rubicon, 2015. 4. sz. 4-12. oldal.
14. Földkérdés, sorskérdés a XX. századi Magyarországon. Emlékeztető. Emlékpont Hódmezővásárhely. 2016. 1-2. szám. 35-42. oldal.
15. Mindszenty József és a nemzeti demokrácia. Emlékeztető. Emlékpont Hódmezővásárhely. 2017. 3-4. sz. 11-17. oldal.
16. Szerencsés Károly–Földesi Margit: Választások és középosztály. Rendszerváltó Archívum. 2018. március. 4-11. old.
17. Ahogy rendeltetett / As it was destined to be. In.: Polgári Szilvia: Beszélgetések vágatlanul/Conversations uncut version. Közép-európai Monográfiák, Szeged, 2018. 11-22. old. illetve 99-111 page. ISSN 2062-3712
18. Szerencsés Károly – Földesi Margit: Elátkozott szabadság? Fogalmak, szimbólumok és társadalmi közérzet az 1988-90-es változások tükrében. In.: Rendszerváltó Archívum. 2019. március. 4-12. p. ISSN 1589-0228

## Film, televízió
- 2016 Szabadság tér ’56. Szerk. Rákay Philip. (Történelmi sorozat. A műsor tartalma megjelent két kötetben 2019-ben.) Magyar Televízió.
- 2013 – 2014 Nemzeti Nagyvizit c. történelmi műsor Földesi Margit történésszel és Kásler Miklós professzorral (A műsor tartalma megjelent a Kairosz Kiadónál hat kötetben.) Magyar Televízió.
- 2006 Az áruló kacsintott. Forradalom 1956 és a Kádár korszak. (Történelmi sorozat. Szerkesztő: Földesi Margit – Szerencsés Károly.) Echo Tv.
- 2006 Horthy, a kormányzó (dokumentumfilm, rendező: Koltay Gábor) 144 perc. Mozifilm. Szakértő.
- 2005 – 2008 Még nem késő irodalmi műsor Gyurkovics Tiborral és Földesi Margittal ( Ötvenkét rész. A műsorból 1 DVD jelent meg.) Echo Tv.
- 2005 – 2007 Elátkozott XX. század c. műsor Földesi Margittal (Echo tv.) Szerkesztő.
- 2002 Az elátkozott XX. század. Szerencsés Károly és Szöllős István  filmsorozata. 1-10. rész. Szerkesztő és szakértő. Magyar Televízió.
- 2002 Függetlenség kifelé, szabadság befelé. Dokumentumfilm Pfeiffer Zoltán életéről. (R.: Mihályffy Sándor.) Szakértő. Magyar Televízió.
- Kádár.kom. R.: Aradi-Beöthy Péter és Bodnár V. Róbert. (Szakértő.) Mozifilm.
- Bűn és bűntelenség. R.: Novák Tamás és Skrabski Fruzsina. 69 perc. ("Szereplő".) Mozifilm.
- Gyilkosság a Hermina úton. R.: Pajer Róbert. 52 perc.(Szakértő.) TV-film.

## Rádiós szereplései
- 2014–2019 Kossuth Rádió, XX. századi történelem (szerk.: Horváth Szilárd)

## Elismerései
- A Magyar Írók Egyesületének nagydíja – Liza-díj (2007)
- Pro Urbe Budapest díj (2012)
- Pesti Srác Díj (2015) – Földesi Margittal megosztva
- Budavárért Emlékérem (2021)[2]
- A Magyar Érdemrend lovagkeresztje (2022)